# Майк
Майк (пол. Majk) — село в Польщі, у гміні Бараново Остроленцького повіту Мазовецького воєводства.
Населення — 74 особи (2011).
У 1975-1998 роках село належало до Остроленцького воєводства.

## Демографія
Демографічна структура станом на 31 березня 2011 року:
|          | Загалом | Допрацездатний вік | Працездатний вік | Постпрацездатний вік |
| -------- | ------- | ------------------ | ---------------- | -------------------- |
| Чоловіки | 40      | 7                  | 30               | 3                    |
| Жінки    | 34      | 6                  | 21               | 7                    |
| Разом    | 74      | 13                 | 51               | 10                   |